# Untere Grünangeralm
Die Untere Grünangeralm ist eine aufgelassene Alm auf dem Hochplateau der Reiter Alm auf dem Gebiet der Gemeinde Ramsau.

## Bauten
Die Almhütten der Unteren Grünangeralm sind heute nicht mehr vorhanden.

## Heutige Nutzung
Die Untere Grünangeralm ist aufgelassen, die Almlichte jedoch teilweise noch erkennbar. Die Weideflächen der Reiter Alm werden als zusammenhängendes Weidegebiet bestoßen.

## Lage
Die Untere Grünangeralm befindet sich westlich unterhalb des Zirbenecks.